# Ivaň (okres Prostějov)
Obec Ivaň se nachází v okrese Prostějov v Olomouckém kraji. Žije zde 461 obyvatel. Obec se rozléhá na 730 ha ve střední nadmořské výšce 208 m. Leží cca 14 km jihovýchodně od Prostějova a 3 km jihozápadně od Tovačova. Ivaň je typickou hanáckou obcí centrální Hané.

## Název
Název vesnice (původně v mužském rodě) byl odvozen od osobního jména Ivan a znamenalo "Ivanův majetek". Jméno Ivan mělo ve staré češtině i variantu Ejvan, proto je jméno vesnice doloženo i v podobách Evaň a Ejvaň.

## Historie
První písemná zmínka o obci pochází z roku 1359.
V nejstarších dobách patřila část obce k zeměpanskému zboží tovačovskému a část byla samostatným alodním statkem.

## Obyvatelstvo

### Struktura
Vývoj počtu obyvatel za celou obec i za jeho jednotlivé části uvádí tabulka níže, ve které se zobrazuje i příslušnost jednotlivých částí k obci či následné odtržení.
| Místní části   | Místní části | 1869 | 1880 | 1890 | 1900 | 1910 | 1921 | 1930 | 1950 | 1961 | 1970 | 1980 | 1991 | 2001 | 2011 |
| -------------- | ------------ | ---- | ---- | ---- | ---- | ---- | ---- | ---- | ---- | ---- | ---- | ---- | ---- | ---- | ---- |
| Počet obyvatel | část Ivaň    | 598  | 637  | 644  | 666  | 680  | 679  | 741  | 632  | 647  | 617  | 576  | 514  | 478  | 466  |
| Počet domů     | část Ivaň    | 102  | 111  | 117  | 123  | 127  | 134  | 154  | 172  | 176  | 167  | 165  | 183  | 184  | 195  |

## Pamětihodnosti
- Boží muka Pod Prostějovskou
- Socha P. Marie - 1889
- Socha sv. Floriána
- Socha sv. Jana z Nepomuku
- Kříž na hřbitově, litinový kříž na kamenném podstavci z roku 1913
- Kaple sv. Floriána - 1989
- Sousoší Piety
- Památník vojákům Rudé armády

## Galerie

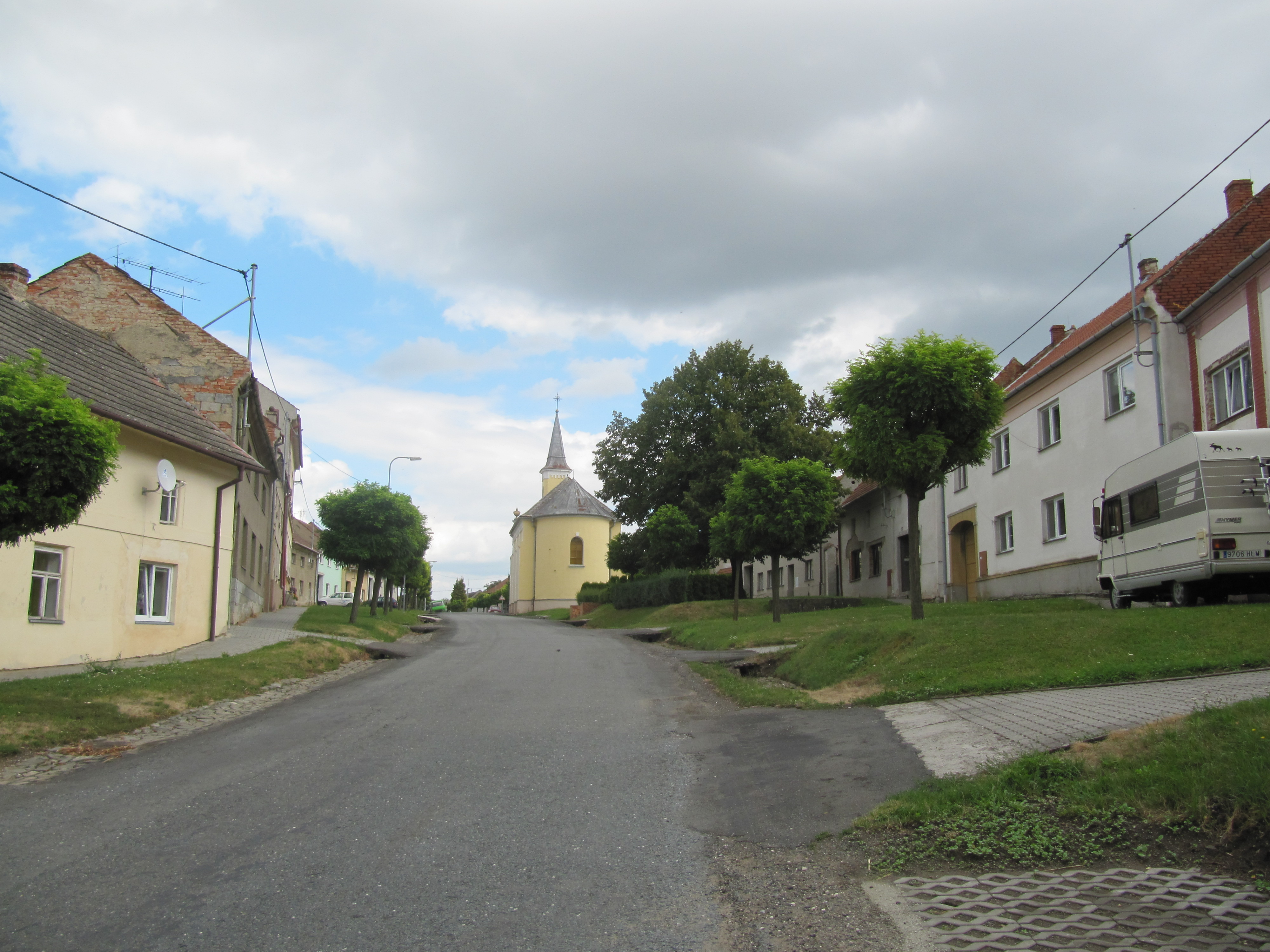
Náves
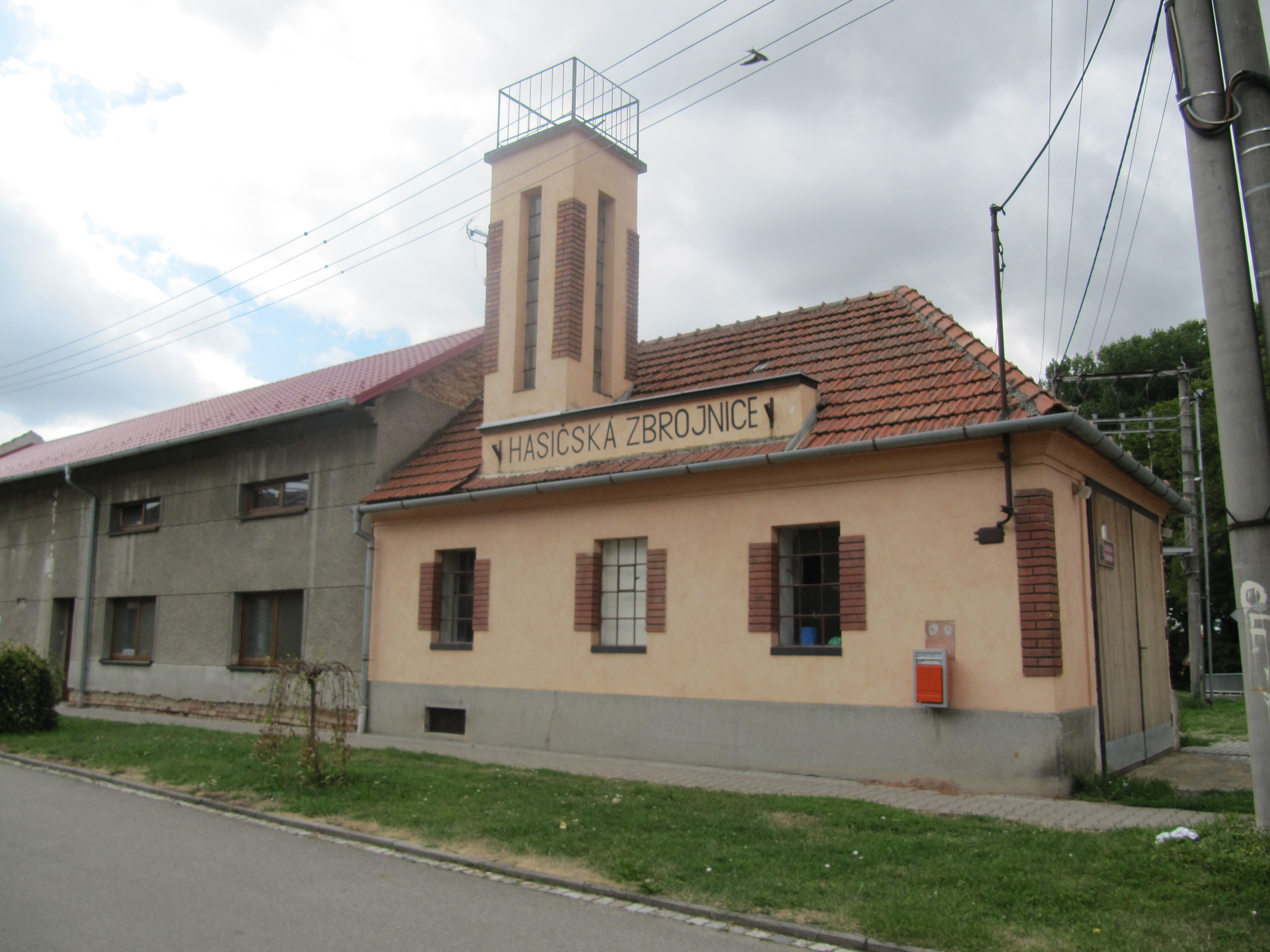
Hasičská zbrojnice
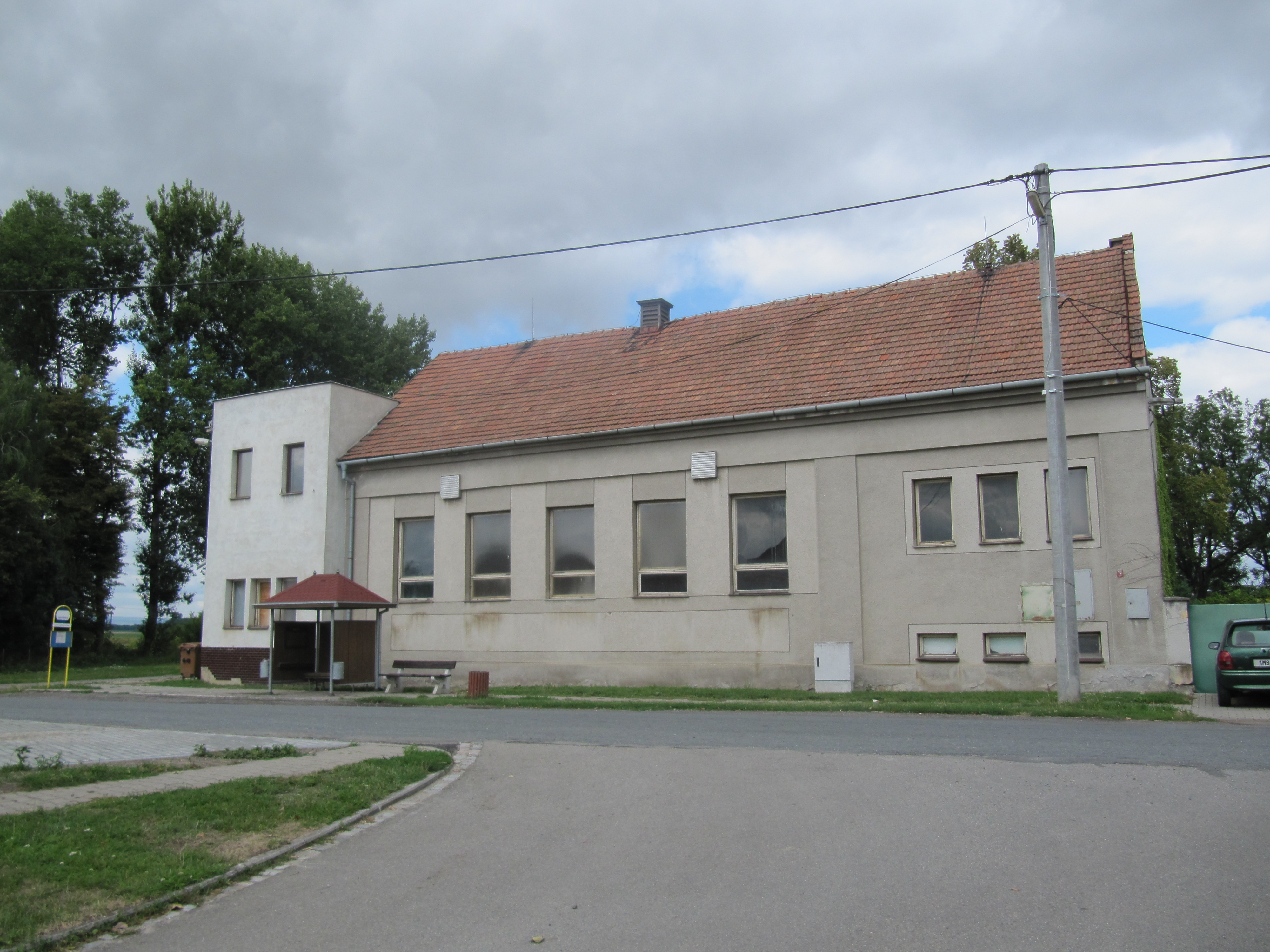
Sokolovna
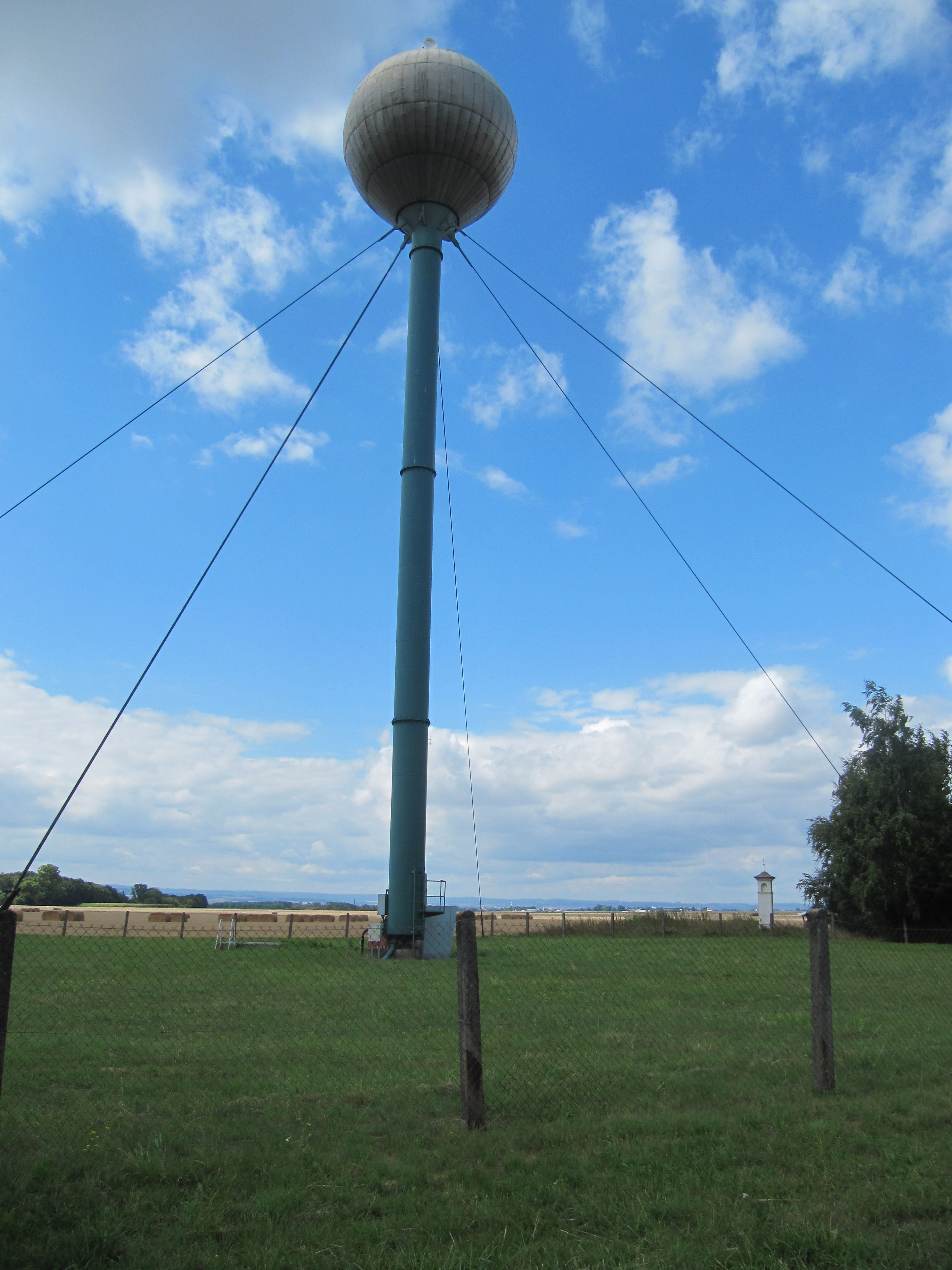
Vodojem
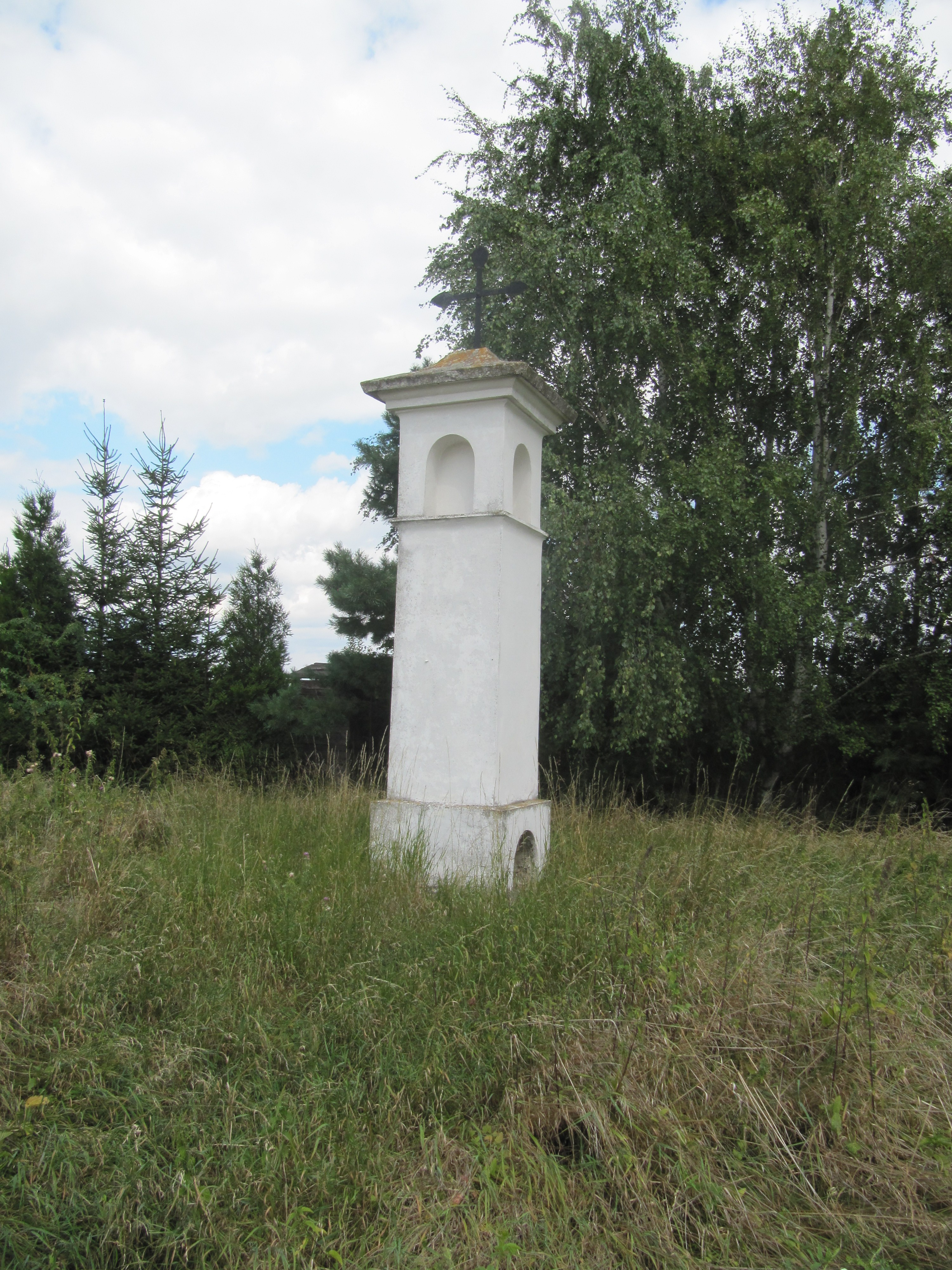
Boží muka